# Superflex Heavy MPC
Die Schiffe des Typs Superflex Heavy MPC (MPC für Multi-Purpose-Containerschiffe) bilden die Rickmers-Hamburg-Klasse der Hamburger Rickmers-Linie. Es sind Mehrzweck-Containerschiffe mit hoher Krankapazität und 1864 TEU.

## Geschichte

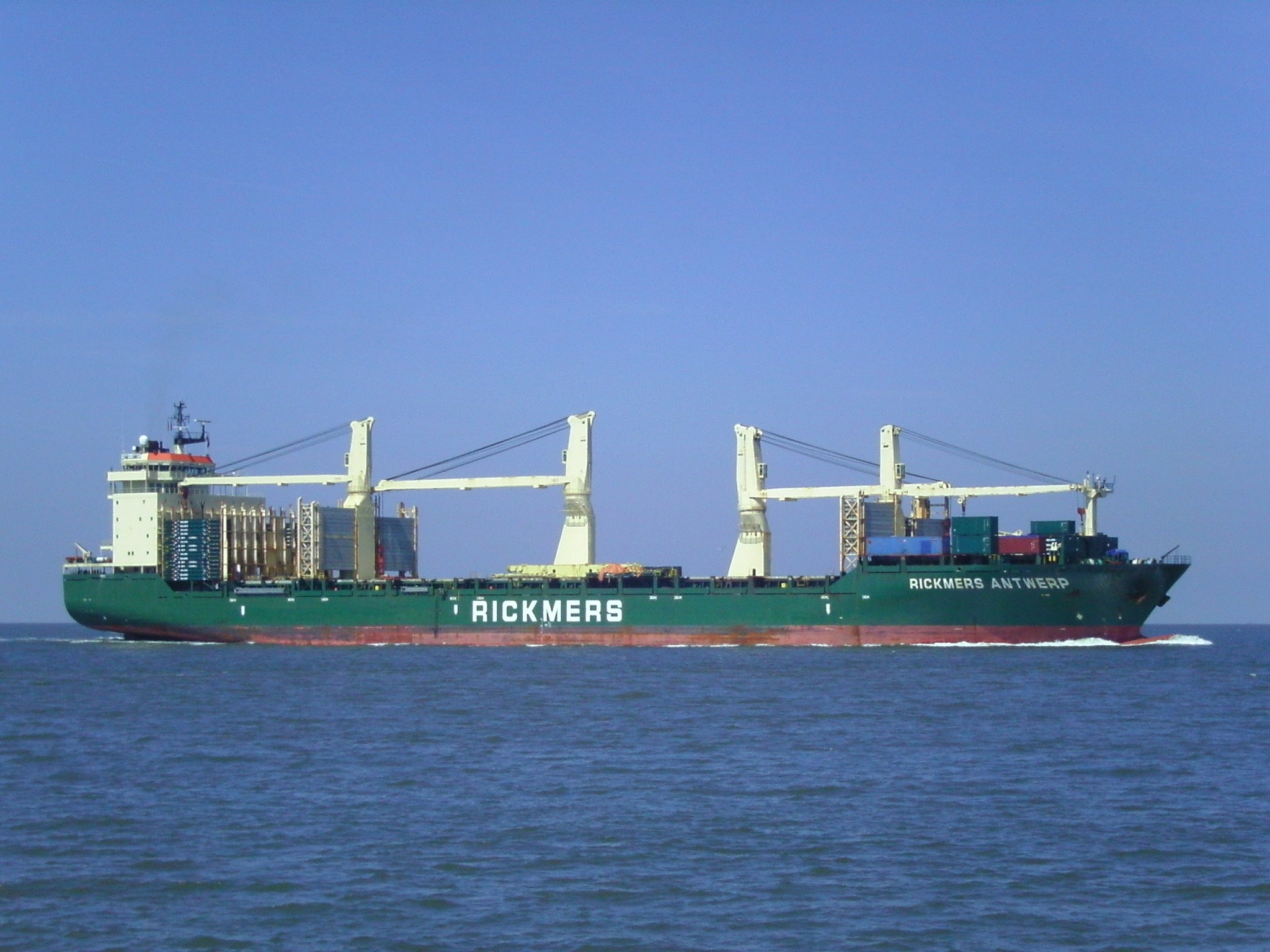
Die Rickmers Antwerp

Von diesem Schiffstyp gibt es drei Baureihen. In den Jahren 2002 bis 2004 entstanden neun Einheiten für die Rickmers-Linie, ab Ende 2010 kamen weitere Schiffe des Typs zur Auslieferung an die Rickmers-Gruppe, die diese an Hyundai Merchant Marine verchartert. Im Oktober und Dezember 2011 wurden mit der Rickmers Inchon und der Rickmers Busan die letzten zwei Nachbauten abgeliefert. Gebaut wurden die Schiffe auf den chinesischen Werften Nanjing Jinling Shipyard in Nanjing, Xiamen Shipbuilding Industry in Xiamen und Shanghai Shipyard & Chengxi Shipyard in Shanghai. Eingesetzt werden diese Schiffe im weltumrundenden „Round-The-World Pearl String Service“, einem Liniendienst für Schwergut und Projektladung der Hamburger Rickmers-Linie. Die vier 2010/2011 gebauten Einheiten werden vom Charterer Hyundai Merchant Marine zwischen dem Mittleren Osten und Fernost eingesetzt. Als erstes Schiff dieser Vierer-Serie abgeliefert wurde die Rickmers Masan, bei Hyundai Merchant Marine als Hyundai Masan im Dienst.
Die im Australienverkehr tätige AAL/PAS (Austral Asia Line) betreibt mit ihrer A-Klasse eine Serie von 10 weiterentwickelten Schiffen dieses Typs, die zwischen 2010 und 2014 in Fahrt kamen. Diese haben mit 31.000 dwt eine etwas höhere Ladekapazität. Zudem haben die beiden mittleren Kräne eine um je 30 to höhere Hebekapazität, die kombiniert auf 700 to steigt.

## Beschreibung
Die Schiffe werden von Siebenzylinder-Zweitakt-Dieselmotoren des Typs 7 S 60 MC-C in Lizenz von MAN B&W mit 15.785 kW Leistung angetrieben, die auf einen einzelnen Propeller wirken. Der Ladungsumschlag wird mit vier Kränen durchgeführt. Der vordere Kran hat hier ein Hubvermögen von 45 Tonnen, der hintere von 100 Tonnen. Die beiden mittleren Kräne sind auf je 320 Tonnen ausgelegt und können im gekoppelten Betrieb bis zu 640 Tonnen bewegen. Die Laderäume sind durch die Ausrüstung mit versetzbaren Zwischendecks besonders flexibel ausgelegt.

## Übersicht
| Superflex Heavy MPC  | Superflex Heavy MPC                         | Superflex Heavy MPC | Superflex Heavy MPC                                 | Superflex Heavy MPC                                                                                            |
| Bauname              | Bauwerft/Baunummer                          | IMO-Nummer          | Kiellegung Stapellauf Ablieferung                   | Umbenennungen und Verbleib                                                                                     |
| -------------------- | ------------------------------------------- | ------------------- | --------------------------------------------------- | --- |
| Rickmers Hamburg     | Nanjing Jinling Shipyard/JLZ000-102         | 9238818             | 18. März 2001 20. August 2001 1. Juni 2002          | Zea Hamburg (2019) → Hamburg (2020) → 2020 Abbruch in Alang                                                    |
| Rickmers Tokyo       | Xiamen Shipbuilding Industry/439D           | 9235995             | 16. Dezember 2001 25. Mai 2002 13. Dezember 2002    | Zea Tokyo (2019) → Kyo (2020) → 2020 Abbruch in Alang                                                          |
| Rickmers Singapore   | Nanjing Jinling Shipyard/JLZ000-103         | 9238820             | 27. August 2001 30. Mai 2002 5. Januar 2003         | Zea Singapore (2019) → MPV Urania (2020) → so in Fahrt                                                         |
| Rickmers Shanghai    | Shanghai Shipyard & Chengxi Shipyard/SS1101 | 9244544             | 9. Februar 2002 24. Juni 2002 27. Februar 2003      | Zea Shanghai (2019) → Zea (2020) → 2020 Abbruch in Alang                                                       |
| Rickmers Antwerp     | Xiamen Shipbuilding Industry/439E           | 9253143             | 25. Mai 2002 4. November 2002 8. April 2003         | Zea Antwerp (2019) → Lila Mumbai (2020) → So in Fahrt                                                          |
| Rickmers Seoul       | Shanghai Shipyard & Chengxi Shipyard/SS1102 | 9244556             | 17. März 2002 20. August 2002 22. April 2003        | Zea Soul (2019) → MPV Clio (2020) → So in Fahrt                                                                |
| Rickmers New Orleans | Xiamen Shipbuilding Industry/439F           | 9253155             | 27. Mai 2002 3. März 2003 15. Juli 2003             | Zea New Orleans (2019) → MPV Thalia (2020) → So in Fahrt                                                       |
| Rickmers Jakarta     | Xiamen Shipbuilding Industry/439G           | 9292010             | 29. Mai 2002 16. Juni 2003 28. November 2003        | Zea Jakarta → Rickmers Jakarta (2020) → Jakarta (2020) → 2020 Abbruch in Alang                                 |
| Rickmers Genoa       | Xiamen Shipbuilding Industry/439H           | 9292022             | 12. Juni 2002 28. Februar 2004 15. März 2004        | 2005 damaged by a fire,Rickmers Dalian (2010) → ZEA Dalian (2019) → Dalian (2020) → 2021 Abbruch in Chittagong |
| Rickmers Masan       | Nanjing Jinling Shipyard/JLZ070430          | 9469883             | 15. Oktober 2009 15. Mai 2010 11. November 2010     | Hyundai Masan (2010) → so in Fahrt                                                                             |
| Rickmers Pohang      | Nanjing Jinling Shipyard/JLZ070431          | 9469895             | 21. Dezember 2009 10. September 2010 28. April 2011 | Hyundai Ulsan (2011) → Rickmers Savannah (2013) → Hyundai Ulsan (2015) → so in Fahrt                           |
| Rickmers Inchon      | Nanjing Jinling Shipyard/JLZ070432          | 9469900             | 22. Dezember 2009 4. Juni 2011 28. Oktober 2011     | Hyundai Dubai (2011) → so in Fahrt                                                                             |
| Rickmers Busan       | Nanjing Jinling Shipyard/JLZ070433          | 9469912             | 23. Dezember 2009 16. Juni 2011 7. Dezember 2011    | Hyundai Antwerp (2011) → so in Fahrt                                                                           |